# Logan (pel·lícula)
Logan és una pel·lícula estatunidenca i l'última de la trilogia de Wolverine, basada en els còmics de Wolverine de Marvel Comics, produïda per 20th Century Fox. La pel·lícula es va estrenar el 3 de març de 2017. Va ser protagonitzada per Hugh Jackman. Va ser la seva última aparició com a Wolverine a la franquícia de X-Men.
Es tracta del tercer film consagrat al personatge dels còmics editats per Marvel Comics, Wolverine, després de X-Men Origins: Wolverine (2009) i The Wolverine (2013). Desè film de la franquícia X-Men, marca l'última participació de Hugh Jackman en el paper de Wolverine i de Patrick Stewart en el paper del Professor Xavier. La història s'inspira parcialment de la mini-sèries de còmics Old Man Logan creada per Mark Millar i Steve McNiven, apareguda entre juny 2008 i setembre 2009. El film va ser nominat als Oscars del 2018 a la categoria «millor guió adaptat». Era la primera pel·lícula de superherois nominada en aquesta categoria.

## Argument
L'any 2029, mentre que els mutants són en vies d'extinció, Logan viu discretament com a xofer de limusina. Vetlla no obstant això sobre el seu vell amic el professor Charles Xavier, molt afeblit, en un racó amagat pròxim de la frontera americano-mexicana amb l'ajuda de Caliban, un dels últims mutants encara vius. Però Logan aviat haurà de sortir de la seva jubilació per ajudar Laura, una jove acorralada per perillosos individus. Té poders similars als de Wolverine com ara les urpes retràctils.

## Repartiment
- Hugh Jackman: James «Logan» Howlett / Wolverine / X-24
- Patrick Stewart: Pr. Charles Xavier
- Dafne Keen: Laura Kinney / X-23
- Boyd Holbrook: Donald Pierce
- Stephen Merchant: Caliban
- Elizabeth Rodriguez: Gabriela Lopez
- Richard E. Grant: Dr Zander Rice
- Lennie Loftin: Jackson
- Elise Neal: Kathryn Munson
- Eriq La Salle: Will Munson
- Quincy Fouse: Nate Munson
- Jason Genao: Julio Richter / Rictor
- James Moses Black: Major
- Krzysztof Soszynski: Mohawk

## Producció

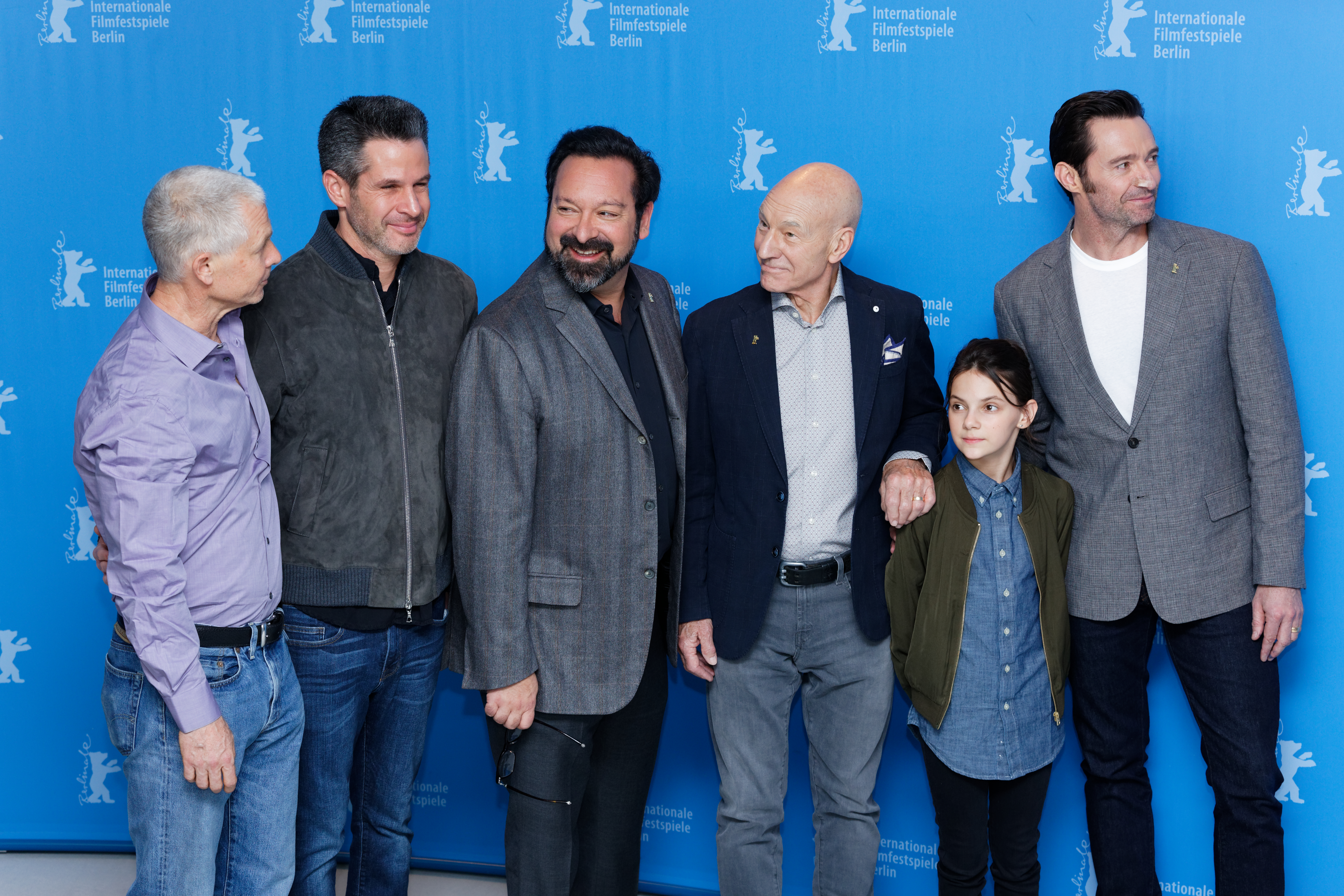
L'equip del film a la Berlinale 2017: d'esquerra a dreta, enfront de l'objectiu: el productor Simon Kinberg, el realitzador James Mangold, els actors principals Patrick Stewart, Dafne Keen i Hugh Jackman.

### Gènesi i desenvolupament
A la darreria de 2013, alguns mesos després de la sortida de Wolverine: El Combat de l'immortal, es revelà que la 20th Century Fox hauria demanat a James Mangold tornar com a realitzador d'un nou film d'aquesta sèrie. El realitzador hauria demanat ser igualment guionista del projecte. Lauren Shuler Donner, productora de la majoria dels films de la saga X-Men, és igualment anunciada pel projecte. James Mangold explica que la intriga s'inspirarà en un còmic i que es desenvoluparà després de X-Men: Apocalypse (2016). El març de 2014, el desconegut David James Kelly agafa el film com a guionista. L'abril de 2016, el productor Simon Kinberg confirma que el film se situarà al futur.

### Distribució dels papers
Hugh Jackman encarna per 9a vegada Wolverine. El març del 2015, va anunciar que aquest film seria el seu últim.

El febrer del 2015 Patrick Stewart va confirmar que reprenia el seu paper del Professor Xavier al film però que estaria absent de X-Men: Apocalypse. L'agost del 2015, l'actor revela que el seu personatge estaria més present que a X-Men Origins: Wolverine, Wolverine: El Combat de l'immortal i X-Men: Days of Future Past: 
| « | Farà una mica més que una aparició i això m'interessa | » |

El febrer de 2016, Liev Schreiber, l'intèrpret de Sabretooth a X-Men Origins: Wolverine, va declarar estar en negociacions per aparèixer al film.
L'abril de 2016 Boyd Holbrook va obtenir el paper del cap de seguretat d'Essex Corporation, mentre que Richard E. Grant interpretaria un científic boig. El mateix mes, Stephen Merchant es va unir al repartiment en un paper no precisat. El maig de 2016, Eriq La Sala i Elise Neal es van unir igualment al projecte. El maig de 2016, Elizabeth Rodriguez es va unir al repartiment.
L'octubre de 2016, el paper de Laura Kinney, anunciat per a Sienna Novikov, finalement va ser confiat a Dafne Keen.

### Rodatge
El rodatge va començar el 2 de maig de 2016 a Nova Orleans. Algunes escenes van estar rodades no lluny d'allà, al centre d'assemblatge de Michoud de la NASA L'equip va anar a continuació a Nou Mèxic, a Albuquerque, Rio Rancho, Abiquiú, Nou Mèxic, Tierra Amarilla i Chama
El rodatge va tenir igualment lloc a Califòrnia (Los Angeles i Disney's Golden Oak Ranch) i a Oklahoma (Oklahoma City i Ponca City) però també a Texas a El Paso i Arizona (Gran Canyon, Prescott Valley). Va acabar el 13 d'agost de 2016.

## Crítica
El film rep globalment bones crítiques. A Rotten Tomatoes, Logan recull un 92 % d'opinions favorables amb una nota de 7,8/10 per a 274 crítiques. A Metacritic, obté una mitjana de 77/100 per a 51 crítiques.

## Al voltant de la pel·lícula
El western que mira el Professor Xavier al film és Arrels profundes (1953) de George Stevens. El professor conta a Laura que ha vist aquest film de nen, a la seva ciutat natal. Ha estat improvisat per l'actor Patrick Stewart que evoca aquí el seu primer autèntic record cinematogràfic.
- En el permís de conduir de Logan, es pot veure el nom de James Howlett, el seu autèntic nom als comics. A més, per primera vegada en tota la saga, Logan es presenta amb el seu nom.
- És l'un dels rars films adaptats de Marvel Comics que no compta amb un cameo de Stan Lee, no apareixent a la pantalla més que en un cartell i no en persona.
- L'espasa de Samurai de Wolverine: El Combat de l'immortal és present al cau de Logan i Charles Xavier.
- Als crèdits del final, es pot llegir « Alpha Flight » que apareix a la secció camera units. Als comics, Alpha Flight és un grup de superherois canadencs que es mouen no lluny de Dakota del Nord. És potser el grup que guia els nens cap a Eden.[31]
- És l'un dels escassos films adaptats de Marvel Comics que no té escena post crèdits.